# خلیفه سیسه
خلیفه سیسه (فرانسوی: Kalifa Cissé‎؛ زادهٔ ۹ ژانویهٔ ۱۹۸۴) بازیکن فوتبال اهل فرانسه است.
از باشگاه‌هایی که در آن بازی کرده‌است می‌توان به باشگاه فوتبال دربی کانتی، باشگاه فوتبال بریستول سیتی، باشگاه فوتبال بوآویستا، نیوانگلند رولوشن، باشگاه فوتبال بانکوک یونایتد، باشگاه فوتبال ردینگ و باشگاه فوتبال تولوز اشاره کرد.
وی همچنین در تیم‌های ملی فوتبال مالی بازی کرده‌است.